# Wakfu
Wakfu è un MMORPG tattico a turni, sviluppato da Ankama Games e scritto in Java. L'ambientazione è un mondo fantasy, 1000 anni dopo Dofus e prequel della omonima serie animata.

## Trama
Dodici anni prima delle avventure del piccolo Elatrop Yugo e i suoi amici, si racconta che Ogrest fu il risultato di un esperimento condotto dall'Alchimista Otomai durante l'età dei Dofus. Creatura costituita di Wakfu puro, il mostro si innamorò di una bambola Sadida di nome Dathura. Per sedurla arrivò a riunire i 6 Dofus primordiali, uova di Drago imbevute di poteri ma le cose non andarono come previsto. Temendo che Ogrest diventasse una minaccia, gli dei stessi ingaggiarono un combattimento contro di lui ma il mostro era troppo potente anche per gli dei. Al termine di una battaglia apocalittica, in cui Dathura cadde negli abissi del tempo, i Dodici si dichiararono sconfitti. Ogrest, sopraffatto dai combattimenti e dalla disperazione, si ritirò sulla più alta cima del mondo. Cominciò a piangere e le sue lacrime furono così abbondanti che non tardarono a inondare il Mondo dei Dodici portando così a un gigantesco diluvio.
Quando le terre furono sommerse, i diversi regni del Mondo dei Dodici non tardarono a crollare. Ad Amakna, ad esempio, la fine della monarchia fu la conseguenza della morte di re Allister che, troppo grasso, non riuscì a nuotare. Quando la collera degli elementi si calmò un po', i sopravvissuti dovettero organizzarsi per ricostruire la "civiltà". Senza politica, il mondo sarebbe potuto diventare selvaggio, una specie di immenso accampamento di Bwork. Alcuni non esitarono quindi a tentare di prendere il potere con la forza. Ma alla fine vide la luce un sistema politico inedito: ovunque nel mondo, sulle isole e gli arcipelaghi, si crearono nuove nazioni e ogni cittadino che aveva dimostrato il proprio merito poteva ora sperare di diventare Governatore, così ebbe inizio l'era della democrazia.
La prima vittima del Caos di Ogrest fu lo stesso Mondo dei Dodici. Immagina campi devastati, foreste strappate, Croccabul scombussolati e poi un clima completamente pazzo e stagioni che sfidavano ogni ragione. Indeboliti dalla perdita di alcuni dei loro poteri, i Protettori dei mesi e gli Dei decisero di lasciare che fossero gli avventurieri a rimettere le cose a posto. Con il passare delle epoche, scelsero qualche personaggio emblematico (capi-gilda, feroci guerrieri, famosi contadini) e li riunirono in clan. Essi erano ora i soli a poter ristabilire l'ordine naturale delle cose. Da quel momento, quei Membri di Clan guidano gli avventurieri e li aiutano a proteggere il fragile equilibrio degli ecosistemi.
Seminando il Caos, Ogrest non spezzò solo le terre: divise anche le comunità! La successione dei cataclismi non tardò a mandare in frantumi la fede di coloro che ebbero la fortuna di sopravvivere a essi. E, visto che gli dei non davano più segni di vita, ognuno diede la sua spiegazione per cercare di capire cos'era accaduto. In cosa si poteva credere, ormai? Poco a poco, le opinioni si forgiarono e gli avventurieri si divisero in cinque Fazioni:
- Le Sorelle di Dathura: un'organizzazione essenzialmente composta da donne. Pensano che solo la bambola di Sadida potrà ristabilire l'equilibrio del mondo.
- Il culto di Ogrest: una fazione violenta che prega il responsabile del diluvio e spera nell'avvento di un nuovo cataclisma.
- I Discepoli di Otomai: un corpo di razionalisti che non credono a tutte queste superstizioni. Per loro il diluvio si spiega con la logica e la scienza.
- Le Ultime Sentinelle: uno squadrone che si batte per preservare l'antico ordine e distruggere la causa di tutto il cambiamento.
- Coloro che Marciano: un gruppo di persone indipendenti che non parteggiano per nessuno. Il loro credo: l'universo ha un suo equilibrio anche nel Caos. Meglio quindi non intervenire.

## Modalità di gioco
- Il sistema di combattimento si svolge a turni come in Dofus e Dofus Arena, anche Wakfu si ispira a questo stile di gioco chiamato Tactical RPG. Un importante cambiamento di questo gioco che lo differenzia dagli altri due è il sistema di guardia, ovvero, un personaggio che subirà un attacco alle spalle accuserà molti più danni rispetto a uno che verrà attaccato frontalmente, e in maniera minore lateralmente.
- In Wakfu i giocatori possono camminare senza sosta con il paesaggio che cambia e segue il loro movimento (In Dofus, per spostarsi da una zona all'altra si usavano dei portali per cambiare zona).
- Uno dei privilegi di Wakfu è l'interazione con l'ambiente, si deve cercare di preservare le risorse (piantandone di nuove) e far migrare i mostri sulla mappa.
- I giocatori saranno auto-gestiti: dovranno mantenere l'ordine, con sedi e governatori, alcuni file saranno accessibili grazie a delle elezioni. Ci sono quattro nazioni tra cui scegliere, i quali rapporti diplomatici saranno gestiti dai Governatori, eletti dai cittadini di ciascuno schieramento. Ogni nazione ha i propri ambienti e le proprie peculiarità.
- Sarà possibile formare gilde, organizzazioni di giocatori orientate verso scopi politici, economici o altro, a seconda. L'appartenere ad una gilda garantirà alcuni bonus, tra i quali l'accesso all'Oasi Mondo di gilda, nel caso ne avesse uno. Gli Oasi Mondo sono porzioni di mondo completamente controllati dalle gilde, in cui possono costruire edifici, impostare ecosistemi, e altro a scapito di risorse di gioco.
- Ogni giocatore avrà un piccolo rifugio tascabile, l'Oasi Zaino, un'area personale che inizialmente funge da espositore di trofei, ma col tempo può essere ampliato a mercatino, campo coltivabile privato. Un baule presente nello Zaino, anch'esso ampliabile, funge da punto di stoccaggio principale dei giocatori.
- Il livello massimo attualmente implementato è il 230.
- È possibile giocare con 3 personaggi attivi contemporaneamente in un solo client di gioco.
- Nel novembre 2023, sono stati aperti dei nuovi server monoaccount : ogni giocatore può esclusivamente usare un solo personaggio alla volta, il multiaccounting è stato disattivato per evitare che gli stessi giocatori utilizzino più client.
- Ogni 15 livelli è presente una fascia di livello di mostri e i relativi dongioni, le fasce sono : 9,12 ,21 ,36, 51, 66, 81 ,96 ,111 ,126 ,141 ,156 ,171 ,186 ,200 ,216. Ad ognuna sono presenti molteplici famiglie di mostri con i relativi equipaggiamenti, risorse, ambienti dedicati e missioni.
- Il sistema di incantamento prevede 4 slot di tipo diverso : Quadrato/rosso, triangolo/blu, pentagono/verde, giallo/cerchio.  Ogni slot può essere riempito con delle statistiche bonus come maestria, resistenze, punti vita, fuga, contrasto ecc... lo slot a forma di cerchio da la possibilità di scegliere tutti i bonus ottenibili dalle altre tipologie di slot. All'ottenimento di un equipaggiamento, se si farà doppio clic su di esso, verrà identificato, quindi mostrando i suoi slot, in maniera randomica. È possibile sacrificare un equipaggiamento uguale a quello identificato per ottenere ulteriori tentativi per modificare il numero di slot (massimo 4 per equipaggiamento), l'ordine e il colore. Con 3 slot è possibile applicare delle pergamene che aggiungono ulteriori statistiche, bonus o effetti, è necessario un determinato ordine per infondere una determinata pergamena in un equipaggiamento.
- Il potenziamento degli equipaggiamenti rende l'esperienza di gioco graduale, rendendo ogni singolo equipaggiamento ottenuto fondamentale, sfruttando l'ALS.
- La rarità degli oggetti normali va da comune, non comune, rara, leggendaria. È possibile migliorare gli equipaggiamenti alla rarità successiva. In questo processo , una volta potenziata la rarità, l'oggetto tornerà ad essere non identificato.  Esistono poi oggetti speciali ,epici e reliquie, entrambi equipaggiabili contemporaneamente, ma solo un epico e una reliquia alla volta. Ciò rende la decisione degli epici e reliquie fondamentali per creare un set di equipaggiamento il più efficace possibile.
- L'ALS, "adjustable level system" permette di ridurre il proprio livello a quello di una qualunque fascia di livello inferiore al proprio, utilizzando composizioni di equipaggiamenti, incantesimi e punti statistiche personalizzabili con differenti pagine da poter creare ed utilizzare. Utilizzare la riduzione del livello conferisce maggiore esperienza dai combattimenti e aumenta il bottino ottenuto a fine combattimento, oltre ad essere utile per il completamento di achievement e dongioni speciali in cui è richiesto obbligatoriamente un determinato livello.
- Nel gioco sono presenti delle fratture dimensionali, esse consistono in combattimenti di 40 turni. L'obiettivo è uccidere più ondate di mostri possibili, ogni ondata è composta da 4 mostri di determinate fasce di livello delle varie fratture. Sono presenti anche delle ulteriori fratture dimensionali speciali in cui al posto dei normali mostri, vi si trovano i boss dei dongioni di determinate fasce di livello. Al termine del 39º turno, il combattimento termina, e si otterrà una quantità di esperienza e bottino proporzionale ai mostri uccisi, inclusi dei pet esclusivamente ottenibili in questa modalità e delle pergamene, che aggiungono bonus speciali agli equipaggiamenti se rispettano determinate condizioni.

### Caratteristiche
In WAKFU, i personaggi sono dotati di numerose caratteristiche, che è possibile far evolvere con l'aumento di livello, o indossando equipaggiamenti.
Caratteristiche principali: sono le caratteristiche che è possibile aumentare tramite Punti Abilità assegnati al personaggio ad ogni nuovo livello. 
- Punti Azione: determinano le azioni che un giocatore può compiere nel proprio turno. Un giocatore possiede di default 6 PA. Si ricaricano a fine turno.
- Punti Movimento: determinano il numero di caselle che un giocatore può attraversare nel proprio turno. Alcune magie possono avere un costo in PM. Un giocatore possiede di default 3 PM. Si ricaricano a fine turno.
- Punti Wakfu: alcune magie potenti hanno un costo in PW. Un giocatore possiede di default 6 PW. Si ricaricano a lentamente durante il combattimento.
- Maestria Elemento: aumenta i danni provocati dall'elemento associato.
- Punti Vita: rappresenta l'ammontare di danni che il personaggio può subire prima di un K.O.; ad ogni nuovo livello questo parametro è aumentato in automatico di 5.
- Iniziativa: Chi possiede più iniziativa in un combattimento comincia per primo il proprio turno.
- Portata: aumenta il raggio d'azione di alcune magie.
- Contrasto: rende più difficile la fuga di un nemico (spostamento quando si è adiacenti ad un nemico). Si riceve una perdita di PM e PA proporzionali alla differenza di contrasto e fuga. Il massimo è 4 PA e 4 PM per movimento.
- Fuga: facilita lo spostamento quando si è in corpo a corpo con un nemico. In generale, per schivare senza alcuna penalità contro un singolo nemico devi avere 1,95x il suo contrasto in schivata se è di fronte a te, 1,55x se sei di fronte al suo fianco e 1,25x se la sua schiena è verso di te.
- Colpi Critici: aumenta la probabilità di applicare gli effetti critici di un incantesimo al posto degli effetti standard.
- Parata: aumenta la probabilità di ridurre drasticamente il danno di un attacco effettuando una parata.

Caratteristiche secondarie : le maestrie secondarie vengono aggiunte a quella elementale.
- Bonus Cure: aumenta la potenza delle magie che forniscono PV.
- Bonus Critico: aumenta la potenza di un attacco qualora si realizzi un Colpo Critico.
- Bonus Calcinculo: garantisce una maggior potenza agli attacchi effettuati alle spalle di un avversario.
- Maestria Corpo a corpo : aumenta i danni inflitti se la distanza dal bersaglio è entro le 2 celle.
- Maestria a Distanza : aumenta i danni inflitti se la distanza dal bersaglio è maggiore di 2 celle.
- Maestria Berserk : aumenta i danni inflitti se i propri punti vita sono inferiori al 50%.
- Armatura ricevuta : aumenta la quantità percentuale di armatura ricevuta.
- Armatura donata  : aumenta la quantità percentuale di armatura donata agli alleati.
- Resistenza Calcinculo: riduce i danni subiti contro gli attacchi alle spalle subiti.
- Resistenza Critico : riduce i danni subiti da colpi critici.
- Forza di Volontà: aumenta la resistenza e la probabilità di applicare gli effetti di rimozione di PA e PM ( Punti azione e Punti Movimento).
- Controllo: aumenta il numero di creature, congegni e trappole che il personaggio può controllare contemporaneamente.
- Saggezza: garantisce un ammontare maggiore di punti esperienza alla fine di ogni combattimento.
- Prospezione: aumenta la probabilità di ottenere oggetti a fine combattimento.

### Classi
Sono le stesse che in Dofus, ma molte di loro sono state rinnovate. Le modifiche vanno dalla semplice aggiunta di dettagli ad una totale revisione del progetto.
- La Clessidra di Xelor: Lo Xelor è un mago del tempo, esso è al suo servizio, che sfrutta sia per rallentare i nemici o per teletrasportarsi ovunque lui voglia. È in grado di evocare potenti congegni che gli consentono di spostarsi in tutto il campo di battaglia, distribuire energia e infliggere danni da qualsiasi punto del campo stesso.
- La Portata di Ocra: L'arciere per eccellenza, l'ocra è un personaggio molto orgoglioso. La sua grande gittata lo rende un alleato prezioso e un nemico temibile per i nemici dediti al corpo a corpo. La sua capacità di infliggere ingenti danni è ulteriormente amplificata dai congegni di sua invenzione, che modificano anche l'area d'impatto delle sue frecce.
- L'ombra di Etram: Il più feroce e letale degli assassini ha dalla sua un'innata abilità di posizionare trappole e di rendersi invisibile. Senza scrupoli, la grande mobilità gli permette di raggiungere posizioni favorevoli in battaglia e di colpire alle spalle il nemico, la sua specialità.
- Il Sandalo di Sadida: Protettore di ogni forma di vita vegetale, il Sadida può evocare le forze della natura in suo soccorso. Le bambole Voodoo di sua creazione possono risultare letali per avversari incauti, ma anche i più preparati troveranno questi evocatori duri come l'ebano.
- Il Cuore di Yop: Lo Yop può fare parlare le armi. Inoltre, tra di loro, lo spargimento di sangue almeno una volta al giorno è prova di buona salute. Il loro animo impetuoso ne fa guerrieri incredibili. Specializzata nel corpo a corpo, questa classe conta di potenti combinazioni di incantesimi a basso costo. Dove c'è una battaglia, non lontano troverete certamente uno Yop.
- Le Mani di Aniripsa: Gli Aniripsa sono formidabili curatori, amici preziosi di ogni eroe incauto. Le Parole dell'Aniripsa ridanno energia agli alleati, li sostengono e li rivitalizzano nel caso dovessero cadere in battaglia. Le abilità alchemiche e la capacità di imporre marchi sui nemici rende il discepolo di Aniripsa un pericolo da non sottovalutare.
- Il Sangue di Sàcrido: Un discepolo Sàcrido aumenterà notevolmente la sua forza quando è ferito. Non temendo ne paura ne dolore, sarà spesso in prima linea, così da salvaguardare i suoi alleati meno coriacei. Sacrificando se stesso per la giusta causa, questo lottatore ha dalla sua magie che lo rendono un perfetto tank e una spina nel fianco di qualunque nemico nel suo raggio d'azione.
- La Frusta di Osamodas: L'Osamodas ama gli animali e gli animali amano lui. Grazie al suo fedele Gob Gob, una creaturina semi-draconica, può catturare le anime dei mostri sconfitti e rievocarli al proprio servizio. Questo evocatore scatena orde di creature precedentemente catturate contro gli avversari abbastanza coraggiosi da sfidarlo.
- La Moneta di Ecaflip: L'Ecaflip un guerriero scommettitore, scommette tutto, tutto il tempo, e prende tutto molto sul serio, quanto può esserlo una bella partita di poker. Le capacità di questo felino in combattimento mutano con il volere della dea bendata, ad un fiasco totale di un attacco può seguire una magia devastante che mette prematuramente fine al combattimento. Tarocchi, dadi, monete.. ogni scusa è buona per giocare.. e vincere.
- Lo Scudo di Feca: Feca ha ordinato: proteggi ogni alleato come proteggi te stesso. Ed è questo che il suo discepolo fa: protegge, salvaguardia, ripara. I glifi e le armature messi a disposizione degli alleati possono fornire resistenze, energia e bonus vari. Ma attenzione: quando un Feca perde la pazienza, trasforma i suoi glifi in trappole e le sue armature in gabbie mortali, che tormentano il nemico turno dopo turno.
- La Pinta di Pandawa: Il Pandawa quando beve diventa divastante: può fare pazzie con il proprio corpo, come sollevare amici per proteggerli o lanciare lontano i suoi nemici. Lo stato di ebbrezza di questo guerriero è stato spesso sottovalutato in passato, ma tra coloro che si sono scontrati con l'alito infuocato di un Pandawa, pochi vivono ancora per farne memoria.
- Le Dita di Anutrof: È un grande cacciatori di tesori, ogni cosa per lui ha un valore, tutto ha un prezzo, senza sosta è alla ricerca di nuovi prodotti da vendere e comprare, ed è generalmente molto ricco. Se sei in partenza per un dongione, fatti accompagnare da un Anutrof, e stai pur certo che non tornerai a mani vuote.
- L'astuzia del Ladrurbo: Il Ladrubo è troppo furbo per sporcarsi le mani. D'altronde ha capito che per farla franca, gli basta piazzare bombe per tutto il campo di battaglia e lasciare che l'esplosivo faccia il resto. Non conta quanto veloce potrai correre, o quali strategie proverai ad applicare: il Ladrubo sarà sempre un passo avanti a te.
- Il Vapore dello Steamer: Gli steamer sono dei robot e come tali, formidabili macchine da guerra. Sono capaci di creare altri robot di supporto e complessi meccanismi controllabili per spostarsi o combattere meglio. Al posto di un ramo elementale hanno sviluppato la Stasi, un tipo di danno che supera le convenzionali difese degli essere viventi.
- La Maschera del Danzal: I Danzal sono guerrieri tanto lunatici quanto misteriosi, cambiando maschera, modificano in maniera incisiva il loro stile di combattimento. Nessuno conosce il loro vero volto né precisamente i loro scopi, ma tutti sono in accordo sulla loro imprevedibilità. Tieni vicino gli amici e ancor più i Danzal, dicevano. Ma non provate a capirli.
- Il Portale dell'Eliotrop: Apparsi per caso dopo uno strano incidente, gli Eliotrop sono immagini speculari del loro creatore, il Re-Dio. Si muovono alla velocità della luce, scompaiono in un batter d'occhio per poi riapparire in qualche altro posto, lontano. Come gli Elatrop, tutti gli Eliotrop conoscono i segreti più nascosti del Wakfu.

- La Runa dell'Hipermago: Gli Hipermaghi possono combinare il Fuoco, l'Aria, l'Acqua e la Terra per lanciare incantesimi dagli effetti molteplici. Maestri delle rune elementali, venerano la Bilancia Krosmica, una forza misteriosa che cerca di mantenere l'equilibrio nell'universo.

- La Rabbia di Uginak: Gli Uginak sono guerrieri che rintracciano le loro prede senza pietà. Agili e resistenti, non esitano a saltare su tutto ciò che si muove. Giocatore o mostro: è lo stesso per loro!

### Professioni
come in Dofus, Wakfu ha le sue professioni, con la differenza che ogni personaggio ha la possibilità di specializzarsi in quanti mestieri voglia.
Mestieri di Raccolta: principalmente orientati verso l'accumulo di risorse e materie prime. 
- Taglialegna: permette di tagliare alberi per usarli nelle varie professioni, ma permette anche di piantare alberi
- Contadino: permette di coltivare campi da cui trarre cereali, fibre e ortaggi, nonché di raccogliere i frutti di determinati alberi.
- Erborista: raccoglie e semina piante selvatiche; da queste crea distillati e infusi.
- Minatore: si procura da grotte e miniere i metalli e le gemme
- Pescatore: suo il compito di catturare pesci e crostacei dai fiumi e mari e di renderli cucinabili
- Ranger: recupera preziose materie prime come pelli, bava e corna dalle creature; è anche esperto di semenze, che gli permettono di ripopolare di mostri il mondo dei 12

Mestieri di Artigianato: rielaborano le risorse per fornire utili oggetti di ogni tipo.
- Cuoco: cucina prelibatezze che conferiscono bonus temporanei
- Panettiere: i suoi panini di ogni genere e qualità garantiscono un rapido recupero dei punti vita persi in combattimento
- Conciatore: confeziona zaini, cinture e stivali partendo dalle risorse raccolte sui mostri
- Armaiolo: costruisce pezzi di armatura, ovvero corazze, spalline e scudi
- Sarto: armato di filo e ago, si occupa di cappelli e mantelli
- Orefice: fabbrica anelli e amuleti
- Ebanista: ha l'abilità di creare le chiavi che permettono l'accesso ai dongioni, nonché l'arte di costruire elementi decorativi per l'Oasi-Zaino
- Maestro d'armi : è un fabbricante d'armi specializzato in tutte le tipologie di armi.
- Coniatore di kama: dai minerali preziosi conia i kama, la moneta corrente. A seguito dell'implementazione dei server monoaccount, non è più possibile coniare Kama per evitare abusi del sistema.

### Bestiario
Le classi più famose di Dofus sono state riprese anche in Wakfu, ma troviamo anche molte nuove creature apparse a causa del Chaos di Ogrest. L'innovazione principale inserita in gioco è la possibilità, nonché la necessità, di raccogliere sulla maggior parte di queste bestie una Semenza, che permette di far nascere nuovi elementi di quella specie e di evitare quindi la sua estinzione.

## Serie animata
Essendo Wakfu un progetto transmedia, è stata trasmessa anche una serie animata omonima.